# トム・フーパー (ラグビー選手)
トム・フーパー（Tom Hooper、2001年1月29日 - ）は、プレミア・シップ、エクセター・チーフスに所属するラグビー選手。

## プロフィール
- オーストラリア・シドニー出身[1]。
- ポジションはロック(LO)。
- 身長 199cm、体重 122kg
- オーストラリア代表キャップは10（2025年6月現在）でワールドカップ2023のオーストラリア代表に選ばれた[2]。

## 略歴
2019年、ブランビーズに加入。
2025年、エクセター・チーフスに加入

## 受賞歴
- 2025年スーパーラグビー・パシフィック チーム・オブ・ザ・イヤー:31回(バックロー2) [4]